# Pseudosolanderia picardi
Pseudosolanderia picardi är en nässeldjursart som beskrevs av Bouillon och Gravier-Bonnet 1988. Pseudosolanderia picardi ingår i släktet Pseudosolanderia och familjen Teissieridae. Inga underarter finns listade i Catalogue of Life.